# Cortegada (Silleda)
Cortegada (oficialmente Santa María de Cortegada) es una parroquia española del municipio pontevedrés de Silleda, en la comunidad autónoma de Galicia.

## Historia
Hacia mediados del siglo XIX, la parroquia tenía contabilizada una población de 380 habitantes. Aparece descrita en el sexto volumen del Diccionario geográfico-estadístico-histórico de España y sus posesiones de Ultramar de Pascual Madoz con las siguientes palabras:

CORTEGADA (Sta. Maria de): felig. en la prov. de Pontevedra (8 leg.), part. jud. de Lalin (2), dióc. de Lugo (9), ayunt. de Chapa: sit. á la márg. izq. del r. Deza con libre ventilacion y clima sano. Comprende los l. de Brea, Cardigonde, Cobas, Cortegadela, Fondovila, Tramiñan, Jubia, Regalade y Segade, que reunen mas de 70 casas. La igl. parr. dedicada á Ntra. Sra., de la cual es aneja la de San Miguel de Oleiros. Confina el térm. con las felig. de Tagoada, Oleiros, Cristimil y Siestras. El terreno participa de monte y llano y es muy fértil.prod.: cereales, legumbres, castañas, frutas, maderas cabrio; hay caza y pesca de varias especies. pobl.: 76 vec., 380 alm. contr.: con su ayunt. (V.)
(Madoz, 1847, p. 31)

En la actualidad, pertenece al municipio de Silleda. En 2022, tenía empadronados 205 habitantes.